# 7130 Klepper
7130 Klepper este un asteroid din centura principală de asteroizi.

## Descriere
7130 Klepper este un asteroid din centura principală de asteroizi. A fost descoperit pe 30 aprilie 1992 la Tautenburg de Freimut Börngen. El prezintă o orbită caracterizată de o semiaxă mare de 2,28 ua, o excentricitate de 0,15 și o înclinație de 5,4° în raport cu ecliptica.